# Pseudosasa nabeshimana
Pseudosasa nabeshimana là một loài thực vật có hoa trong họ Hòa thảo. Loài này được (Koidz.) Koidz. miêu tả khoa học đầu tiên năm 1934.